# 中国国鉄工建型蒸気機関車
工建型蒸気機関車(GJ)は、工場や鉱山での運搬作業用として製造された小型のタンク機関車である。最初は大連機車廠にて設計されたが、生産は成都と太原で行われた。しかし生産期間が短く、122両しか製造されなかった。